# Laguna Verde, Acatlán de Pérez Figueroa
Laguna Verde är en ort i Mexiko.   Den ligger i kommunen Acatlán de Pérez Figueroa och delstaten Oaxaca, i den sydöstra delen av landet, 280 km öster om huvudstaden Mexico City. Laguna Verde ligger 93 meter över havet och antalet invånare är 104.
Terrängen runt Laguna Verde är kuperad österut, men västerut är den platt. Runt Laguna Verde är det ganska tätbefolkat, med 116 invånare per kvadratkilometer. Närmaste större samhälle är Cosolapa, 15,6 km norr om Laguna Verde. Omgivningarna runt Laguna Verde är en mosaik av jordbruksmark och naturlig växtlighet.